# Michael Shanks
Michael Garrett Shanks (Vancouver, Kanada, 15. prosinca 1970.) je kanadski glumac.
Slavu je stekao glumeći dr. Daniel Jacksona u znanstveno fantastičnoj televizijskoj seriji Stargate SG-1. Također je posudio svoj glas svemircu Thora u istoj seriji.
Glumio je u filmu The Call of the Wild, Buket, kao i u drugim filmovima, te u serijama Madison, Andromeda, Stargate Atlantis i CSI: Miami.

## Privatni život
Oženjen je glumicom Lexom Doig i otac je troje djece.

## Vanjske poveznice
- IMDb profil
- Michael Shanks Online
- Neslužbene stranice  Arhivirana inačica izvorne stranice od 28. rujna 2007. (Wayback Machine)